# 白汁
（發音：[sos beʃamɛl]）是一種基本醬汁。

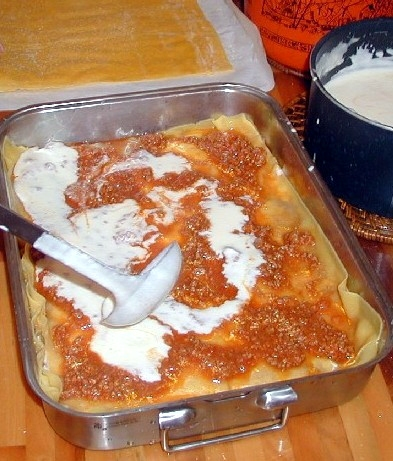
白汁是千層麵的一種煮醬

白汁是将奶油和麵粉煮成的奶油炒麵糊放入牛奶中煮制成的。白汁常用於製作其他醬汁，如：乾酪白汁（Mornay sauce，芝士加上白汁）等，是法國菜的五大母醬之一，也常見於意大利美食的許多食譜，如千層麵等。相傳這種醬是由法國的路易·德·貝夏媚所創。